# Tombstone (film)
Tombstone är en verklighetsbaserad amerikansk film från 1993.

## Handling
De tre bröderna Wyatt, Virgil och Morgan Earp beslutar sig för att avsluta sina karriärer som revolvermän och slå sig ned i Tombstone, Arizona. Den berömda Revolverstriden vid O.K. Corral skildras i filmen.

## Rollista
- Kurt Russell - Wyatt Earp
- Val Kilmer - Doc Holliday
- Sam Elliott - Virgil Earp
- Bill Paxton - Morgan Earp
- Powers Boothe - "Curly Bill" Brocius
- Michael Biehn - Johnny Ringo
- Charlton Heston - Henry Hooker
- Jason Priestley - Deputy Billy Breckinridge
- Jon Tenney - John Behan, Cochise County Sheriff
- Stephen Lang - Ike Clanton
- Thomas Haden Church - Billy Clanton
- Dana Delany - Josephine Marcus
- Paula Malcomson - Allie Earp
- Lisa Collins - Louisa Earp
- Dana Wheeler-Nicholson - Mattie Blaylock Earp
- Joanna Pacula - Kate
- Michael Rooker - Sherman McMasters
- Billy Zane - Mr. Fabian
- Frank Stallone - Ed Bailey